# Elsa Oehme-Förster
Pour les articles homonymes, voir Förster.
Elsa Förster, épouse Oehme, (née le 23 septembre 1899 à New York, morte le 21 septembre 1987 à Cologne) est une chanteuse classique américano-allemande.

## Biographie
Son père Wilhelm Förster est clarinettiste dans l'orchestre du Metropolitan Opera de New York. Déjà enfant, elle y apparaît dans deux rôles de chant : de 1911 à 1914 dans le rôle exigeant de la fille du fabricant de balais dans la première série de l'opéra Königskinder d'Engelbert Humperdinck et en 1914-1915 dans un petit rôle dans la première américaine de L'amore dei tre re d'Italo Montemezzi, chef d'orchestre Arturo Toscanini.
À partir de 1915, elle commence à étudier le chant auprès de Frank G. Dossert et à partir de 1918 au Grauberry Conservatory de New York. L'artiste fait ses débuts avec l'Ossining Opera Company en 1920 ; Une tournée nord-américaine avec la Fleck Opera Company suit de 1920 à 1921. Elle vient ensuite en Allemagne, où elle est engagée à l'Opéra de Düsseldorf de 1922 à 1924 et participe, entre autres, à la première de l'opéra de Hans Gál Die heilige Ente en 1923. Elle réalise aussi quelques films muets, comme la comédie Ein Mädchen aus guter Familie.
En 1924, elle incarna Marguerite dans le Faust de Gounod à l'opéra de Cologne et provoque une tempête d'acclamations, tout comme lorsqu'elle chante Agathe dans Der Freischütz de Carl Maria von Weber. Förster devient une prima donna à Cologne de 1924 à 1944. Malgré les offres de Paris, Munich, Vienne, Berlin, Dresde et Hambourg, elle reste à Cologne.
Son répertoire comprend plus de 50 rôles. Elle est particulièrement appréciée comme interprète de Richard Wagner : Elisabeth dans Tannhäuser, Elsa dans Lohengrin, Senta dans Der fliegende Holländer et Irène dans Rienzi.
L'artiste chante lors de la première européenne de L'Amour des trois oranges de Sergueï Prokofiev (1925), dans les premières des opéras Die Opferung des Gefangenen d'Egon Wellesz (1926), Schwanhild de Paul Graener (1942 dans le rôle-titre) et dans Der Heidenkönig de Siegfried Wagner (1933).
Elle mène également une carrière importante de chanteuse de concert et travaille comme professeur à Cologne à partir de 1938.
Elle est mariée au marchand de Cologne Walter Oehme et a deux filles avec lui. En tant que personnalité publique, elle inaugure des bâtiments à Cologne, donne le signal du départ de compétitions sportives et s'attire les foudres des nazis par ses déclarations critiques à l'égard du régime. L'interdiction de représentations alors imposée est levée sous la pression de la population.
Après la Seconde guerre mondiale qui cause la destruction de l'opéra de Cologne, en 1949, Elsa Oehme-Förster accepte un engagement au théâtre municipal de Hagen (Westphalie), où elle reste dans l'ensemble jusqu'en 1952. Elle apparaît occasionnellement à Cologne, la dernière fois en 1952 dans le rôle d'Aïda. Elle se retire ensuite de la scène publique et passe ses dernières années à Cologne-Riehler.

## Filmographie
- 1919 : Ein Augenblick im Paradies
- 1919 : Ein Mädchen aus guter Familie
- 1932 : Die vom 17er Haus